# NGC 3626
Az NGC 3626 (más néven Caldwell 40) egy spirálgalaxis a Leo (Oroszlán) csillagképben.

## Felfedezése
A galaxist William Herschel fedezte fel 1784-ben.

## Tudományos adatok
A galaxis 1493 km/s sebességgel távolodik tőlünk.